# Алёшинское сельское поселение (Орловская область)
Алёшинское се́льское поселе́ние — муниципальное образование (сельское поселение) в составе Дмитровского района Орловской области России.
Административный центр — деревня Алёшинка.

## История
Алешинский сельсовет был образован в первые годы советской власти. По состоянию на 1926 год входил в состав Круглинской волости Дмитровского уезда Орловской губернии. В то время в состав сельсовета входили следующие населённые пункты: д. Алешинка, с. Балдыж, х. Боханов, п. Крюки, Балдыжская лесоразработка, с. Промклево, х. Степина, п. Сторожище.
С 1928 года в составе Дмитровского района. 5 мая 1959 года из Алешинского сельсовета в Горбуновский сельсовет были переданы с. Балдыж, д. Трубичино и п. Сторожище.

## Состав сельского поселения
| № | Населённый пункт | Тип населённого пункта          | Население |
| - | ---------------- | ------------------------------- | --------- |
| 1 | Алёшинка         | деревня, административный центр | ↗224      |
| 2 | Вижонка          | деревня                         | ↗26       |
| 3 | Кочетовка        | деревня                         | ↗17       |
| 4 | Промклево        | село                            | ↗35       |
| 5 | Талдыкино        | деревня                         | ↗115      |

## Население
| 2002 | 2010 | 2012 | 2013 | 2014 | 2015 | 2016 |
| ---- | ---- | ---- | ---- | ---- | ---- | ---- |
| 528  | ↘320 | ↘303 | ↘300 | ↘287 | ↘280 | ↘268 |
| 2017 | 2018 | 2019 | 2020 | 2021 | 2023 |      |
| ↘247 | ↘244 | ↘237 | ↘226 | ↗289 | ↘283 |      |

## Местное самоуправление
Глава администрации сельского поселения — Селифонов Геннадий Михайлович.